# Miracle econòmic espanyol

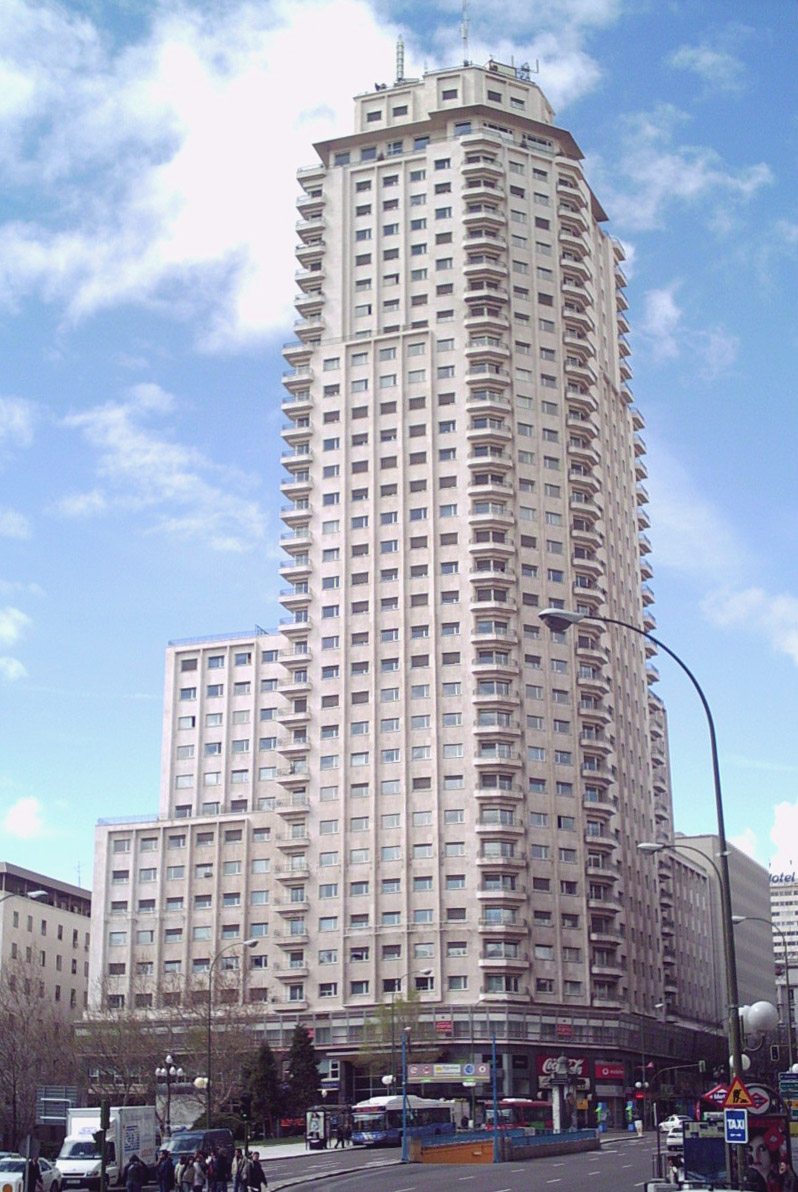
Construïda en 1957, amb 142 metres d'altura, la Torre de Madrid anuncia l'arribada del miracle econòmic espanyol.

El "miracle econòmic espanyol" va ser el nom donat al període de creixement accelerat i auge econòmic ocorregut a Espanya entre 1959 i 1973. La crisi internacional del petroli de la dècada de 1970 (1973 i 1979) va suposar el final d'aquest període de creixement elevat.

## Història

### La situació prèvia
El segle xix a Espanya va estar marcat per la inestabilitat política i social que contínuament interrompien el desenvolupament econòmic, deixant a Espanya molt per darrere de la majoria dels països d'Europa occidental. A la fi del segle xix i principis del segle xx, Espanya va tenir una relativa estabilitat, la qual va ser considerable al desenvolupament econòmic. La inestabilitat política va tornar en la dècada de 1920, que es va veure agreujada per la Gran Depressió i que va culminar en la devastadora Guerra Civil Espanyola de 1936 a 1939. La guerra va ser guanyada per forces revoltades dirigides per Francisco Franco, que es va instal·lar com a dictador de la nació. Va haver-hi un tall del comerç tant pels aliats occidentals com dels països del bloc comunista. El règim de Franco va aplicar una política d'autarquia. La recuperació econòmica va ser molt lenta. La producció industrial no va aconseguir recuperar el seu nivell de 1936 fins a 1955 i el sector agrícola va haver d'esperar fins a 1959 per recuperar el seu nivell anterior a la Guerra Civil. El restabliment de les relacions diplomàtiques amb els Estats Units i els seus aliats en la dècada de 1950, a causa de la creixent importància estratègica d'Espanya, va portar a un acostament comercial amb el bloc occidental i a un descens de les dificultats econòmiques d'Espanya.

### Inici
El "miracle econòmic" va ser iniciat per les reformes impulsades pels anomenats "tecnòcrates" que, amb l'aprovació de Franco, van establir polítiques per impulsar el desenvolupament a Espanya sota la direcció del Fons Monetari Internacional. Els tecnòcrates eren una nova classe de polítics que substituirà a la vella guàrdia falangista. L'aplicació d'aquestes polítiques va prendre la forma de plans de desenvolupament i va ser un èxit en gran manera: Espanya va gaudir de la segona major taxa de creixement al món, una mica per darrere del Japó, i es va convertir en la novena economia més gran del món, només després del Canadà. Espanya es va unir definitivament als països industrialitzats, deixant enrere la pobresa i el subdesenvolupament endèmic que havia experimentat des de la pèrdua de la majoria del seu imperi al segle XIX.
No obstant això, aquest creixement afavorit per l'Estat, va deixar latents les seves manques amb l'arribada de la crisi dels anys 70. No només va causar greus danys ecològics i va produir una focalització industrial desigual (deixant a moltes regions en la pobresa), sinó que a més va acabar provocant mals endèmics que fins fa pocs anys eren encara matèria econòmica pendent per a Espanya.

### Obertura al món i èxode rural
La recuperació es va basar principalment en la inversió pública en infraestructures, molta inversió estatal en grans indústries i en l'obertura del país com a destinació turística. El miracle va terminar amb el període d'autarquia i es pot considerar com la resposta espanyola a la crisi sorgida després de la Guerra Civil. Va pujar el nivell de vida i va sorgir una classe mitjana. El 1974, la renda per capita espanyola era del 79% de la mitjana d'Europa Occidental.
El miracle espanyol s'alimentava d'un èxode rural i a la nova classe de treballadors en la indústria, molt similar a la banlieue francesa o, més recentment, al recent enlairament econòmic de la Xina. L'auge econòmic va conduir a un excessiu i incontrolat augment del sector de la construcció en la perifèria de les principals ciutats espanyoles per donar cabuda a aquests nous treballadors que arribaven des del camp.
Les principals marees migratòries es van produir des del sud d'Espanya cap a les zones industrialitzades de Catalunya i País Basc. També, en aquest temps, Madrid es va convertir en una ciutat de serveis i negocis, la qual cosa també va augmentar la seva població, requerint-se habitatge nou en grans quantitats. Aquest fenomen va incrementar l'ocupació en el sector de la construcció.

### Turisme massiu i emigració
Curta de recursos naturals, l'obertura d'Espanya al turisme massiu va atreure al país un gran nombre de divises que es van utilitzar per pagar les importacions de capital (maquinària, etc) necessàries per a una ràpida expansió de les infraestructures i de la indústria. Aquesta mà d'obra intensiva de la indústria també va proporcionar molta ocupació.
A més de les divises de la creixent indústria i del turisme, un altre factor que va afavorir el desenvolupament va ser l'emigració de molts espanyols a treballar a les fàbriques i en les obres de construcció dels països que havien aconseguit una gran prosperitat econòmica després de la Segona guerra mundial a Europa, especialment França i Alemanya. Molts d'aquests treballadors espanyols enviaven gran part dels seus sous als seus familiars a Espanya, la qual cosa va generar un creixement del consum i la inversió.

### Industrialització
Es va produir una expansió de les indústries a les antigues àrees industrials, al País Basc i de la costa nord de Ferrol o Vigo (metal·lúrgia, construcció naval), als voltants de Barcelona (automòbils, maquinària, tèxtil, petroquímica) i el sorgiment de Madrid com una zona industrial i comercial important.
La indústria de l'automòbil va ser una de les locomotores més potents del miracle espanyol: de 1958 a 1972 va créixer a una taxa composta anual del 21,7 %. En 1946 hi havia 72.000 vehicles privats a Espanya, en 1966 hi havia 1 milió. El símbol del desenvolupament va ser l'automòbil SEAT 600, versió del Fiat 600 italià, produït per l'empresa espanyola SEAT. Més de 794.000 d'ells es van construir entre 1957 i 1973, i si al començament d'aquest període va ser el primer cotxe de moltes famílies de classe treballadora espanyola.

### Fi del període, creixement ralentit
La crisi del petroli de 1973 i 1979, va acabar aquest creixement "miraculós" i a partir de llavors, l'economia va seguir una trajectòria ascendent més lleu.
En unir-se a la Comunitat Econòmica Europea en 1986 i en plena reconversió industrial, Espanya ja és plenament en termes econòmics i socials, un país industrialitzat, deixant enrere la situació d'endarreriment endèmic que havia experimentat fins a la primera meitat del segle xx.

### Impacte territorial i demogràfic delmiracle
En els llocs afavorits pel desenvolupisme i la industrialització va sorgir, per primera vegada a Espanya, el fenomen de la classe mitjana: la persona amb treball estable i ingressos suficients per mantenir una família, comprar un habitatge, i per primera vegada gaudir d'un automòbil i un allotjament turístic durant les seves vacances. Durant el miracle, coincident amb l'Edat d'or del capitalisme, els nivells de vida de l'Espanya rica es van acostar als de l'Europa desenvolupada. El creixement econòmic, unit a la perviència i omniprèsencia del règim, van anar els artífexs que una part important d'aquesta nova classe mitjana considerés el final de la dictadura franquista com un model social i laboral reeixit.
En canvi, la meitat sud del país, de població majoritàriament jove, però d'escassa industrialització, es va estancar la seva demografia a causa de l'emigració, no només a les àrees riques d'Espanya, sinó també a la resta d'Europa. Aquestes regions van continuar enclavades en l'endarreriment econòmic i social, perdurant problemes com la insuficiència de serveis públics bàsics fins a dècades després del miracle, si bé en tots aquests llocs el règim va fomentar l'habitatge protegit (els famosos pisos del jou i les fletxes) com a mesura d'emergència social. Les excepcions a aquest estancament econòmic en el sud van ser el Llevant i la província de Màlaga, que van trobar en el fenomen naixent del turisme de sol i platja una font d'ingressos i creixement econòmic.
Les diferències entre densitat de població entre els territoris d'Espanya es van aguditzar, quedant un reduït nombre de zones molt densament poblades (la costa mediterrània, el País Basc i Madrid) i un gran desert demogràfic a l'interior de la Península (excepte el ja citat nucli de la capital). Aquests desequilibris demogràfics en la Península d'alguna manera persisteixen fins a l'actualitat, agreujats per l'envelliment de la població.